# Joscelin von Courtenay
Joscelin von Courtenay (lat. Joscelinum de Cortinaco; * vor 1034; † nach 1065) war ein französischer Adliger. Er war Herr von Courtenay aus dem gleichnamigen Adelsgeschlecht.

Er war der Sohn und Erbe von Hatto von Courtenay, Kastellan von Châteaurenard und Erbauer der Burg von Courtenay.

In erster Ehe heiratete er um 1060 Hildegard von Château-Landon, Tochter des Grafen Gottfried II. von Gâtinais und der Ermengarde von Anjou. Mit ihr hatte er mindestens ein Kind:
- Vaindemonde, ⚭ Rainald III. von Joigny.

In zweiter Ehe heiratete er 1065 Elisabeth de Montlhéry, Tochter des Guido I. von Montlhéry. Mit ihr hatte er mindestens vier Kinder:
- Hodierne, ⚭ Gottfried II. von Joinville;
- Milo († nach 1145), Herr von Courtenay;
- Joscelin I. († 1131), Kreuzfahrer, 1113 Fürst von Galiläa, 1118 Graf von Edessa;
- Gottfried (⚔ 1137), Kreuzfahrer.